# Lac du Portage
Lac du Portage är en sjö i Kanada.   Den ligger i regionen Chaudière-Appalaches och provinsen Québec, i den sydöstra delen av landet, 400 km öster om huvudstaden Ottawa. Lac du Portage ligger 499 meter över havet. Arean är 4,4 kvadratkilometer. Den sträcker sig 2,8 kilometer i nord-sydlig riktning, och 4,4 kilometer i öst-västlig riktning.
I omgivningarna runt Lac du Portage växer i huvudsak blandskog. Trakten runt Lac du Portage är nära nog obefolkad, med mindre än två invånare per kvadratkilometer.